# 5184 Кавальє-Колль
5184 Кавальє-Колль (5184 Cavaillé-Coll) — астероїд головного поясу, відкритий 16 серпня 1990 року.
Тіссеранів параметр щодо Юпітера — 3,696.